# صندوق كازاخستان الوطني
أنشأت حكومة كازاخستان صندوق كازاخستان الوطني في عام 2000 من أجل إدارة عائدات النفط بشكل أكثر فعالية. الإيرادات الضريبية من بعض شركات النفط والغاز تتراكم هذا الصندوق. قائمة شركات النفط والغاز المحدثة من قبل حكومة كازاخستان. يتم توفير معلومات حول إيرادات ونفقات الصندوق من قبل البنك المركزي في كازاخستان ووزارة المالية في كازاخستان.